# Florian Vogel (Dramaturg)
Florian Vogel (* 19. Juli 1974 in Stuttgart) ist ein deutscher Dramaturg und künstlerischer Leiter des Kleist Forums in Frankfurt (Oder). Er war zuvor künstlerischer Leiter am Schauspielhaus Hamburg.

## Leben
Florian Vogel ist in seiner Familie mit vier Brüdern aufgewachsen, die alle den Weg zum Theater fanden. Der Bruder Roland Vogel war Solotänzer beim Stuttgarter Ballett, zwei Brüder wurden Orchestermusiker und der international erfolgreiche Startänzer Friedemann Vogel ist zum Kammertänzer ernannt worden.
Vogel studierte Kunstgeschichte, Germanistik und Rhetorik an der Eberhard Karls Universität Tübingen. Im Jahr 1994 erhielt er sein erstes Engagement an der Kammeroper Schloss Rheinsberg und war in den Jahren 2000 bis 2005 Dramaturg am Staatstheater Stuttgart. Dort leitete er die Spielstätte HI. Als leitendes Jurymitglied des Kleist-Förderpreises der Dramaturgischen Gesellschaft ist er seit 2000 tätig. Seit 2005 war Florian Vogel Dramaturg am Deutschen Schauspielhaus in Hamburg und dort seit 2008 geschäftsführender Dramaturg. Im September 2010 übernahm er nach dem vorzeitigen Weggang von Friedrich Schirmer interimistisch für zwei Jahre die künstlerische Leitung des Schauspielhauses. Danach war er künstlerischer Leiter des Hauses.
Seit 2016 ist er künstlerischer Leiter des Kleist Forums in Frankfurt (Oder). Ein jährlicher Höhepunkt sind dort die seit 1991 stattfindenden Kleist-Festtage, ein Theater- und Literaturfestival in Gemeinschaftsproduktion von Kleist Forum und Kleist-Museum. Unter Vogels Leitung stiegen aufgrund eines vielseitigen Theaterprogramms mit Eigen- und Coproduktionen die Besucher- und Abonnenten kontinuierlich. So konnte die Produktion Die Seele am Faden / Soul Threads mit dem Starsolisten des Stuttgarter Balletts Friedemann Vogel am 9. Februar 2024 uraufgeführt werden, zu der Florian Vogel die Idee hatte. Kurz darauf verlängerte Vogel seinen Vertrag als künstlerischer Leiter bis zum Ende der Spielzeit 2026/27.

## Dramaturgische Arbeiten (Auswahl)
- Die Stadt. Regie Alex Novak, Staatstheater Stuttgart, deutsche Erstaufführung 2002.[21]
- Die kleine Meerjungfrau. Regie Uli Jäckle, Hamburger Schauspielhaus, Premiere 20. November 2005.[22]
- Mein Ball. Ein deutscher Traum. Regie Erik Gedeon, Hamburger Schauspielhaus, Premiere 21. Mai 2006.[23]
- Trostpreis für Deutschland. Regie Erik Gedeon, Hamburger Schauspielhaus, Premiere 1. Februar 2007.[24]
- Die Odyssee. Von Ad de Bont, Regie Klaus Schumacher, Hamburger Schauspielhaus, Uraufführung 25.02.2007.[25]

- Paradise Now. Regie Konradin Kunze, Hamburger Schauspielhaus, Uraufführung 4. Juni 2008.[26]
- Pünktchen und Anton. Regie Katharina Wienecke, Hamburger Schauspielhaus, 2009.[27]
- Robert Guiskard. Herzog der Normänner. Regie Frank Hoffmann Eröffnungsinszenierung der Ruhrfestspiele, 2010.[28]
- Die Odyssee. Ein Road Movie auf hoher See. Von und mit Boris Aljinovic, Kleist Forum, Premiere 20. März 2022.[29]